# Conanicut
L'isola di Conanicut appartiene alla contea di Newport. Si trova di fronte al porto di Newport, ubicato nell'insenatura principale dell'isola più grande, Aquidneck. Quest'isola fronteggia a ovest la contea di Washington. A settentrione vi è l'isola di Prudence, la più piccola tra le maggiori dello stretto del Rhode Island.